# Кіріл-Вис'ягун
Кирил-Вис'ягун або Кирил-Вис'-Ягун — річка в Росії, протікає в Ханти-Мансійському АТ. Довжина річки становить 142 км, площа водозбірного басейну 1200 км². Річка впадає в річку Інгуягун за 96 км від гирла. Недалеко від впадіння річки Кирил-Вис'ягун в річку Інгуягун, між цими річками розташоване місто Когалим.
В Кирил-Вис'ягун впадають такі річки:
- По правому березі:
  - Пінтир-Ягун (57 км від гирла)[2]
  - Санкий-Ягун (66 км від гирла)[3]
  - Сугмутен-Ягун (86 км від гирла)[4]

- По лівому березі:
  - Ергонго-Яун (43 км від гирла)[5]
  - Ай-Кирил-Вис-Ягун (106 км від гирла)[6]

В Кирил-Вис'ягун впадають такі озера:
- Коголимлор (в 4 км на захід гирла річки Пінтир'ягун)[7].
- Вар-Ягун-Інг-Лор (в 8 км на захід гирла річки Тлунг'ягун)[8].
- Озеро без назви (площа водойми 7,12 км²; є витоком річки без назви № 4309[9])[10].

## Дані водного реєстру
За даними державного водного реєстру Росії відноситься до Верхнеобського басейнового округу, водогосподарська ділянка річки — Об від впадання річки Вах до міста Нефтеюганськ, річковий підбасейн річки — Об нижче Ваха до впадання Іртиша. Річковий басейн річки — (Верхня) Об до впадання Іртиша.
За даними геоінформаційної системи водогосподарського районування території РФ, підготовленої Федеральним агентством водних ресурсів:
- Код водного об'єкта в державному водному реєстрі — 13011100112115200043058
- код за гідрологічної вивченості (ГІ) — 115 204 305
- код басейну — 13.01.11.001
- Номер тому по ГІ — 15
- Випуск по ГІ — 2